# ナミビアの銀行の一覧
ナミビアの銀行の一覧（ナミビアのぎんこうのいちらん）は以下に示すとおりである。

## 中央銀行
- ナミビア銀行（Bank of Namibia）

## 商業銀行
- アブサ (Absa)
- PHB銀行（英語版）
- ウィントフック銀行（英語版）
- 第一国立銀行 (南アフリカ共和国)（英語版）
- ネドバンク（英語版）
- スタンダード銀行（英語版）

## 政府特殊銀行
- ナミビア農業銀行（ドイツ語版）
- ナミビア郵便貯金銀行（ドイツ語版）
- ナミビア開発銀行（英語版）